# Pekel
Glede na stališča številnih religij je pekel negostoljuben, nezemeljski kraj kaznovanja za dejanja, storjena na tem svetu, ki jih posamezna vera prepoveduje. Glede na verovanje je mišljeno kot kraj izničenja, očiščenja ali večne obsodbe pokojnika. V skladu s tradicionalnimi idejami krščanstva je to kraj, kjer trpijo pogubljeni, do katerega zločinci končajo po smrti, naseljeni z demoni in hudičem. V sodobnih krščanskih naukih pa je bila ta ideja različno spremenjena ali celo v celoti opuščena.

## Etimologija
Enako ali sorodno je stcslovan. pьklъ 'smola, katran', hrv., srb. pàkao 'pekel', rus. péklo, češ. peklo v enakem pomenu. Pslovan. *pьkъlъ̏ je pomenilo 'smola'. Pomen 'pekel' se je iz tega razvil skladno s predstavo, po kateri pogubljene duše v peklu trpijo v vreli smoli (in žveplu). Sorodne besede iz drugih jezikov so gr. píssa 'smola, katran', lat. pix 'smola' in od tod prevzeto stvnem. peh, nem. Pech 'smola' (Be III, 22). Slovenci smo dobesedno prevedli z 'imeti smolo', temelji na predstavi peklenskega kaznovanja v vreli smoli (Pf, 985).

## Krščanstvo
Pekel pomeni za vernike številnih verstev stanje trpljenja duše (lahko pa tudi telesa), ki so ga deležni grešniki po telesni smrti kot plačilo za svoje grehe. Popolno nasprotje pekla so nebesa - kraj nagrade za dobre.
Številna verstva predstavljajo pekel kot kraj naseljen z zlobnimi bitji (demoni, hudiči), ki na različne načine mučijo grešnike. Vladar pekla se imenuje Lucifer ali Satan.
V naši kulturi je najbolj znan krščanski pekel. To je večna kazen za nespokorjene grešnike, hkrati pa je to tudi kazen za padle angele (za angele, ki so se uprli Bogu). Kristjani verjamejo, da duše v peklu trpijo večno trpljenje brez možnosti rešitve, ker so svojo priložnost za rešitev že zamudili. Pekel je hkrati tudi popolna odsotnost Boga: greh pomeni oddaljevanje od Boga in v končni fazi pripelje do največje možne oddaljenosti od Boga. Številni kristjani verjamejo, da zdaj pekel obstaja le kot stanje duše, po koncu časov (po sodnem dnevu) pa bo Bog vse ljudi telesno obudil in takrat bo pekel postal tudi kraj telesnega trpljenja.

## Judovstvo
- Judovski pekel se imenuje gehena ali gehinom (hebrejsko גיא בן הינום‎). To je kraj očiščevanja od grešnosti, zato nekateri geheno raje enačijo s katoliškimi vicami.

## Islam
- Islamski pekel se imenuje džehena ali džehenem (arabsko جهنم‎). Koran opisuje trpljenje v džeheni kot nasprotje užitkom v rajskem vrtu.

## Pekel v umetnosti

### V slikarstvu
Pekel je bil skozi stoletja predmet slikanja. Znane predstavitve prihajajo od Hieronymusa Boscha (1450–1516), Hansa Memlinga (verjetno 1433 / 1440–1494), Luce Signorellija (verjetno 1445 / 50–1523), Petra Paula Rubensa (1577–1640) in Sandra Botticellija (1445– 1510).

### DantejevaBožanska komedija
Pekel je postal tudi predmet literarnih del. Ena najbolj znanih je Božanska komedija Danteja Alighierija iz 14. stoletja.
Dantejevo glavno delo, Božanska komedija, je nekakšen literarni pohod po peklu, čistilišču in raju. Pekel je tisti 'udarni krater', ki ga je Satan pustil za seboj, ko je padel iz raja. Eden pride v ta peklenski lijak skozi peklenska vrata. Sledi nekakšno vmesno področje, kjer pestijo tiste, ki so bili v življenju preveč strahopetni, da bi lahko izbirali med dobrim in slabim. Po prehodu peklenske reke Acheron sledi limbu, kjer krepostni pogani, hrepeneči v žalosti, vendar brez fizičnega trpljenja, iztisnejo svoj senčni obstoj. V naslednjem drugem krogu pekla mučijo poželjive, v tretjem gurmane. Nato sledite krogom lakomnih in izgubljenih, pa tudi razdražljivih in lenih. V okrožju 5 se nahaja tudi peklenska reka Stiks in mesto Dis. Heretiki in hudobci živijo v šestem krogu, morilci, samomorilci, bogokletniki, sodomiti v sedmem krogu. Osmi krog je rezerviran za zapeljivce, laskavce, kurbe. Tu so zbrani tudi: pokvarjeni v cerkvenih ali javnih službah, čarovniki, vedeževalci, hinavci, tatovi, roparji, lažni svetovalci, krivoverci in disidenti. V devetem krogu, v središču zemlje, je najhujši hudič Lucifer in muči najhujše grešnike v človeški zgodovini: Juda, Kasij in Brut, morilci in izdajalci nebeškega in zemeljskega cesarja. Od tam Dante in njegov vodnik Vergilij prideta do južne poloble in čistilišča, nato pa se sprehodita do raja.

## Galerija
- Dante in Virgil v peklu, avtor William-Adolphe Bouguereau, 1850.
- Michelangelo, Sikstinska kapela: Prekleti vrženi v pekel (Odlomek iz Poslednje sodbe), 1536–1541
- Ilustracija japonskega budističnega pekla (jigoku)): luža krvi, del namenjen ženskam. Pozno obdobje Heian, 12. stoletje, Tokijski narodni muzej
- Hieronymus Bosch, Pekel, iz slike Vrt zemeljskih naslad

## Anketa
Po Študiji evropskih vrednot je skoraj tretjina od približno 40.000 anketiranih Evropejcev leta 1999 verjela v obstoj pekla; v Nemčiji okoli 15 %. Vera v pekel je najbolj razširjena v Turčiji (90 %), Severni Irski (60 %), Romuniji in Poljski (po 55 %), najmanj pa na Danskem, Švedskem, Češkem in Nizozemskem (približno 10 %).
Po raziskavi 1003 ljudi v Nemčiji marca 2019 13 odstotkov verjame v obstoj pekla. V Združenih državah Amerike je Gallupova anketa, ki so jo opravili leta 2007, razkrila, da približno 62 % vprašanih verjame v pekel.